# Freyaturm
Il Freyaturm o Torre di Freia è una vetta posta a 1.991 m sul livello del mare sita nell'alta Austria, nel salisburghese, presso il monte Gosaukamm, ai piedi occidentali del massiccio del Dachstein.

## Geografia
A sud-est del Thörlecksattel, che segna il confine della cresta, la prima vetta meno importante è il Kleine Donnerkogel (1.919 m s.l.m.). Attraverso il Donnerkogelgraben vi è un varco che porta verso la piccola punta del Donnermanndl e si raggiunge la vetta più alta del gruppo del Donnerkogel, il Großer Donnerkogel (2.054 m s.l.m.). Da questa vetta il percorso conduce verso nord-est a una cresta pronunciata e affilata, il cui pendio settentrionale alto quasi 600 m è una delle caratteristiche più impressionanti per il panorama dello Zwieselalm. L'angolo nord-orientale e la sommità di questa cresta è la vetta di Freyaturm. La Vetta si trova a 4 km. di distanza nord est di Annaberg im Lammertal e a 6 km. a est sud est di Salfelden. Il rifugio alpino più vicino è il Gablonzer Hütte, sito a 0,9 km. a nord nord est. A nord est della Vettasi trova la valle di Koppental.

## Origine del nome
La Vetta fu così chiamata dai primi scalatori secondo l'origine mitologica del nome del gruppo montuoso, Freia, nella mitologia norrena, era la dea dell'amore, della fertilità e della guerra.

## Storia
Anton e Felix Steinmaier e l'ing. Hans Reinl effettuarono la prima salita alla Torre Freia il 15 giugno 1913 attraverso la cresta di collegamento dal Großer Donnerkogel. L'ing. Reinl descrisse così questa prima salita: "Un po' ad ovest dell'ultima vetta siamo saliti attraverso un breve camino in una piccola e ripida depressione e, in doppia libera su uno strapiombo alto dai 12 ai 15 m, abbiamo raggiunto il canale di neve o detriti che scende dall'apertura tra la parete sommitale. del Großer Donnerkogel e della successiva torre di cresta simile all'Hahnenkamm, in essa siamo scesi per circa due lunghezze di corda, abbiamo raggiunto l'altezza di una costola sporgente su roccia leggera e oltre, scendendo leggermente, una chiara fascia leggermente discendente sulla quale abbiamo aggirato si oltrepassava la torre intermedia citata e discesa nel canalone terroso tra questa e la Torre Freia. Dalla fessura si procedeva a sinistra, attraversando macerie, in una fessura più alta, a destra di una finestra di pietra allungata, dopo aver attraversato i pendii erbosi sotto la parete sommitale da ovest verso la cresta nord-est e sopra di essa fino al punto più alto. La scalata, generalmente solo moderatamente difficile ed estremamente panoramica, è durata circa 2 ore e mezza. Per assicurare la via del ritorno abbiamo lasciato la corda appesa allo strapiombo della Donnerkogelwand. Nel senso della salita a destra, però, la punta può essere scalata senza l'aiuto di una corda su una costola pianeggiante molto ripida. Naturalmente il nostro metodo è più consigliato in discesa, semplicemente perché fa risparmiare tempo".
Il dott. Paul Preuss e Anton Steinmaier effettuarono la seconda scalata il 28 settembre 1913 mentre il 6 settembre 1933 Josef Reisenauer, Georg "Irg" Steiner e Heli Simonlehner ascesero per la prima volta attraverso la parete nord-ovest della Torre di Freia.

## Storia delle scalate
Il 15 giugno 1913 l'ingegnere Hans Reinl e gli allora trentaduenni fratelli gemelli Felix e Anton Steinmaier di Lauffen vicino a Bad Ischl scalarono ufficialmente per la prima volta la Torre Freya. Per fare questo i tre alpinisti, provenienti dal Großer Donnerkogel, scelsero la via attraverso un camino a nord della vetta. Dopo una discesa in corda doppia alta 10 m, raggiungesero il punto più alto aggirando sul lato sinistro la frastagliata torre di cresta. 
Tre mesi dopo, esattamente il 28 settembre 1913, avvenne la prima ascensione dello spigolo NE. Uno dei migliori free climbing di tutti i tempi, il leggendario dr. Paul Preuss, insieme ad Anton Steinmaier, salirono direttamente dalla “Schafstelle”, una fascia sul versante NE, su un terreno molto difficile e infine un po' a sud della cresta fino alla vetta. Nello stesso tempo effettuarono la prima traversata del Großer Donnerkogel da nord a sud-ovest. La parete alta 550 m è ancora considerata una salita molto difficile ed estrema.
Durante l'impresa Paul Preuss e Anton Steinmaier si trovarono in grave pericolo di vita quando la persona che saliva davanti a loro cadde due volte. Il giorno successivo Preuss scalò da solo lo Schafkogel, un'altra prima salita nel Gosaukamm. Quattro giorni dopo, il 3 ottobre 1913, Paul PreusS morì sul bordo nord-est del Mandlkogel durante uno dei suoi tipici tentativi in solitaria. Sicuramente allora si sparse la voce sulla difficoltà di questo tour alla Torre Freya poiché ci vollero dieci anni prima che avesse luogo la terza ispezione. Il 23 agosto 1923 gli allora studenti Lothar Balling e Josef Heitzendorfer scalarono la vetta seguendo il sentiero dei primi alpinisti. Il 18 agosto 1925 Hans Bergthaler della sezione AV di Gmunden effettuò da solo la prima salita del fianco SE considerata un po' più facile.
Il 23 agosto 1925 la già famosa guida alpina Georg "Irg" Steiner compì la prima salita della parete est. “Irg” Steiner portò con sé una donna di Vienna di nome C. Noemi Vetter. Fu a prima salita femminile dalla Torre Freya. Il tour di cinque ore iniziò e terminò allo Steinriese e Georg Steiner utilizzò per la prima volta le scarpe chiodate. Un anno dopo, il 1º agosto 1927, Georg Steiner completò la prima ascensione della parete NW e della cresta superiore. Una settimana lo stesso Georg Steiner salì di nuovo sulla Torre Freya. Questa volta condusse le signore Pepperl Aschauer e Ida Zulehner di Gmunden attraverso la parete est. Questo tour dell'11 agosto 1927 fu anche la seconda salita della parete, così meravigliosamente illuminata dal sole mattutino, così riportarono i protagonisti.
Georg Steiner il 1 luglio 1928 fu di nuovo attivo nella zona del gruppo Donnerkogel. Con il suo ospite Josef Zillner effettò la seconda salita della parete NW e la prima salita della parete SE, seguita da una traversata della parete est. Il 22 luglio 1928 Steiner e D. Hainz effettuarono la terza salita della parete NW. Il 2 settembre 1928 i giovani alpinisti Hans Kaser e Franz Graf conquistarono per la prima volta la parete NE. I prossimi tour saranno nuovamente intrapresi sotto la guida di Steiner. Il 1º giugno 1929 condusse Bruno Heß e il 5 agosto Erna Stolz dal Donnerkogel alla vetta. Il 14 agosto 1929 Steiner cercò una nuova salita insieme a Hans Fritz Appel di Hanau am Main. Il difficile percorso attraverso la parete è oggi conosciuto come il “camino dell'Appel”.
Anche Max. Scholz e Willi Moosbrugger percorsero questa via attraverso l'“Appel-Kamin” come seconda salita il 20 luglio 1930. La terza ispezione del “camino dell'Appel” fu effettuata il 31 maggio 1931 dagli insegnanti di Abtenau Hubert Rußegger e Kurt Weber. Hans Bergthaler operò la prima salita del versante SE, raggiunse la vetta con i Midi Labacher. Il 3 settembre 1932 Steiner salì con Dorothea Löbten da Münster attraverso il “camino dell'Appel” fino alla vetta. Il giorno successivo toccò agli abitanti di Gosau Fritz Spielbüchler, Sepp Pilz e Franz Wallner salire in vetta avvolta dalla nebbia. Il 18 settembre Hans Schiffbänker e Raimund Wallner di Gosau scalarono a loro volta la Torre Freya.
Hans Fritz Appel e Georg Steiner si unirono di nuovo e salirono per la prima volta una fila molto difficile di camini sulla parete NW il 9 settembre 1932. Una settimana dopo, il 24 settembre, Hans Fritz Appel fu sul Freyaturm con il nuovo arrivato Josef Herbig ed entrambi trovarono una nuova variante di percorso nella zona del divario davanti alla vetta. Il 17 agosto 1933 Steiner guidò un gruppo di quattro persone, composto da Harald e Ilse Goedel, A. Exner e Kurt Lenhart, alla vetta. Questa spedizione venne effettuata in memoria dei gemelli identici Felix e Anton Steinmaier. Entrambi provengono da Bad Goisern e poi vivevano principalmente a Lauffen, che appartiene al comune di Bad Ischl.
Helmut Simonlehner e Sepp Ramsauer di Schladming percorsero lo Steinerweg sulla parete nord il 6 settembre 1933. Il 16 settembre 1933 il noto alpinista Sepp Lichtenegger di Goisern raggiunse la vetta attraverso la cresta nord-ovest. Il giorno seguente sulla Torre Freya si trovano anche Sepp Gapp e Franz Spielbüchler di Gosau. Negli anni successivi i due locali salirono la vetta più volte. L'anno successivo, 1934, Georg Steiner fu sulla montagna insieme, tra gli altri, a Leopold Egger e ai nativi di Bad Ischl, Sepp Wimmer e Rudolf Gschwandtner. Nel 1943 Steiner fece un'altra prima salita nella zona della parete est con il sergente Wolfi. Nello stesso anno, l'ormai cinquantacinquenne portò in vetta anche il tredicenne Rupert Posch da Abtenau. Nomi come Lisl e Wick Bresnitzer di Bad Ischl, Lothar M. Punz di Vienna, Sefa Kießl di Gosau e, ancora, Helmut Simonlehner di Schladming si trovarono menzionati nel libro di vetta.
Nel 2000 è stata aperta una via ferrata dalla Zwieselalmhöhe sul Kleiner e sul Großer Donnerkogel. La cosiddetta “Ferrata del Dachstein”, è stata commissionata dalla Dachsteinseilbahn AG. Costruita dalla nota guida alpina locale Helmut Putz e appellata la “Sky Ladder” indipendente, è lunga 40 m, ed è un'attrazione speciale per gli amanti delle vie ferrate.